# Aedeomyia africana
Aedeomyia africana is een muggensoort uit de familie van de steekmuggen (Culicidae). De wetenschappelijke naam van de soort werd voor het eerst geldig gepubliceerd in 1906 door Neveu-Lemaire.